# Legolas
Legolas est un personnage principal du Seigneur des anneaux de J. R. R. Tolkien.
Fils de Thranduil, le roi des Elfes de la Forêt Noire, Legolas Vertefeuille (Greenleaf en anglais) se fait connaître lors du Conseil d'Elrond en 3018 du Troisième Âge. Il fait ensuite partie de la Communauté de l'Anneau, en tant que représentant des Elfes.
Son importance mineure dans les événements de la guerre de l'Anneau témoigne du déclin de la race des Elfes au profit de celle des Hommes ; Tolkien indique que « Legolas est probablement celui des Neuf Marcheurs qui accomplit le moins ».

## Histoire
Legolas apparaît pour la première fois dans le Livre II du Seigneur des anneaux, dans le chapitre « Le Conseil d'Elrond ». Il est envoyé par les Elfes sylvestres de la Forêt Noire (ou Forêt de Grand'Peur) pour prévenir Elrond de la fuite de Gollum. Lorsque la décision est prise de détruire l'Anneau unique dans les flammes de l'Orodruin, Legolas est choisi pour représenter les Elfes au sein de la Communauté de l'Anneau.
Lorsque la Compagnie tente de franchir le col de Caradhras, Legolas est le seul à ne pas être troublé par la tempête. Lorsque le passage par le Rubicorne devient impraticable, Legolas s'oppose à la proposition de Gandalf de passer par la Moria, avant de céder. Il y affronte les Orques et reconnaît le Balrog, « de tous les fléaux des Elfes, le plus mortel ». Attristé par la mort de Gandalf face au Balrog, il se réjouit néanmoins de traverser la Lothlórien. Lorsque Gimli refuse de se laisser bander les yeux par Haldir à moins que Legolas ne partage sa cécité, il commence par refuser avant qu'Aragorn ne décide que tous voyageront ainsi.

« Je suis chez moi parmi les arbres, aux racines comme dans les branches . »

— Legolas, Livre II, chapitre 6
Lors du séjour de la Communauté dans la Lórien, Legolas passe une grande partie de son temps avec les Galadhrim, mais commence également à nouer une relation amicale avec Gimli, « les autres s’étonnèrent de ce changement ». Galadriel lui offre un arc au départ de la Communauté, « plus long et plus robuste que ceux dont on se servait à Grand’Peur, et doté d’une corde en cheveux d’elfe », ainsi qu'un carquois. Quelques jours plus tard, Legolas abat la monture ailée d'un Nazgûl, dans la nuit, à Sarn Gebir.
Après l'éclatement de la Communauté, Legolas accompagne Aragorn et Gimli à la poursuite des Uruk-hai de Saruman qui ont enlevé Pippin et Merry. Ils parcourent quarante-cinq lieues en moins de quatre jours. Ils rencontrent l'éored d'Éomer, qui a exterminé les Uruks qu'ils pourchassaient. Éomer offre deux chevaux aux trois compagnons ; celui que monte à cru Legolas, Gimli en croupe, s'appelle Arod. 
Gandalf les retrouve à l'orée de la forêt de Fangorn. Les quatre compagnons prennent la route d'Edoras et participent ensuite à la bataille de Fort-le-Cor aux côtés des Rohirrim. Gimli et Legolas se livrent à une compétition amicale pour savoir lequel des deux tue le plus grand nombre d'ennemis. Legolas, qui combat à l'arc et au couteau, en tue quarante-et-un, soit un de moins que son ami.
Après la libération d'Isengard par les Ents et les retrouvailles avec Merry et Pippin, Legolas suit Aragorn par les Chemins des Morts afin d'atteindre au plus tôt Minas Tirith. Il combat lors de la bataille des Champs du Pelennor, puis de la bataille de la Porte Noire, avec les armées du Gondor et du royaume de Rohan.
Une fois l'Anneau détruit et la paix revenue, Legolas accompagne Gimli visiter les Brillantes Cavernes de la Gorge de Helm, puis le conduit au sein de la forêt de Fangorn. Au Quatrième Âge, il s'installe en Ithilien avec des Elfes de la Forêt Noire pour assainir le pays. Il prend la mer avec Gimli après la mort du roi Elessar, en l'an 120, pour rejoindre Tol Eressëa.
Tolkien n'a jamais précisé sa date de naissance. Un guide officiel des films de Peter Jackson lui donne 2931 ans à l'époque de la guerre de l'Anneau.

## Caractéristiques
En réaction à une illustration dépeignant un Legolas « efféminé », Tolkien offrit cette description du personnage :

« Il était grand comme un jeune arbre, souple, immensément fort, capable de bander rapidement un grand arc de guerre et d'atteindre un Nazgûl, doté de l'énorme vitalité des corps elfiques, si dur et si résistant aux blessures qu'il marchait chaussé de souliers légers sur la pierre et à travers la neige, le plus infatigable de toute la Communauté. »

Sa vue perçante est plusieurs fois mise en avant dans Le Seigneur des anneaux : depuis Edoras, il parvient à apercevoir, à 480 km de là, Minas Tirith (« un reflet blanc : dans le lointain, le soleil scintillait par hasard sur un pinacle de la Tour de Garde »), ainsi que la Montagne du Destin (« au fin fond de l'horizon [...] une minuscule langue de flamme »), qui s'élève à près de 600 km à vol d'oiseau de la capitale du Rohan.
Tolkien n'indique pas sa couleur de cheveux. En se basant sur Le Hobbit, où le roi des Elfes de la Forêt Noire  a une « chevelure dorée », il a été supposé qu'il était également blond ; mais Legolas descend d'une lignée de Sindar, des Elfes à la chevelure généralement brune.

## Noms et titres
Le nom Legolas est une forme sindarine. Il est composé des mots laeg, « viride, vert » et golas « ensemble de feuilles, feuillage ». Un équivalent quenya, Laiqalassë (de laica, « vert » et lassë, « feuilles »), apparaît dans Le Livre des contes perdus, où Tolkien propose également une double étymologie de Legolas probablement abandonnée par la suite : le nom y est issu d'une confusion entre Laigolas « feuille verte » et Legolast « vue perçante ».
Dans la version longue du film de Peter Jackson La Communauté de l'anneau, Haldir nomme Legolas Thranduilion, « fils de Thranduil » lorsqu'il entre dans la Lothlórien.

## Création

### Le Legolas deLa Chute de Gondolin
Chronologiquement, le nom de Legolas apparaît pour la première fois dans La Chute de Gondolin, l'un des premiers écrits de Tolkien concernant son légendaire. Dans ce récit, Legolas Verte-Feuille appartient à la Maison de l'Arbre, et sa vue perçante dans l'obscurité permet la fuite des elfes rescapés du sac de Gondolin en pleine nuit. La liste de noms liés à ce conte indique que Legolas « vit encore sur Tol Eressëa et y est appelé Laiqalassë par les Eldar ; mais le livre de Rúmil en dit plus à ce sujet ».

### Le Legolas duSeigneur des anneaux

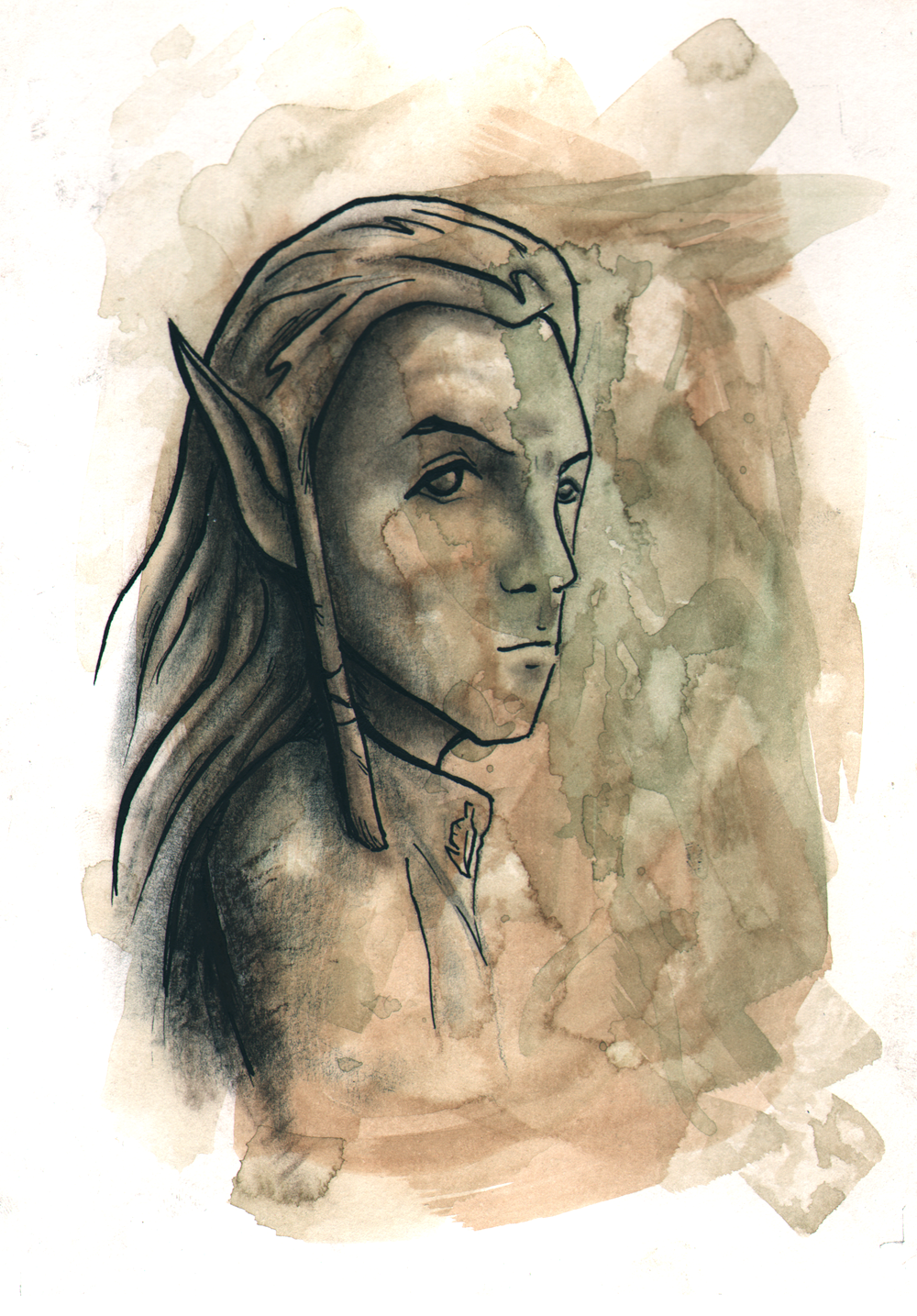
Vue d'artiste de Legolas.

Un « elfe étrange, messager du roi des Elfes de la Forêt », apparaît dès la première ébauche du Conseil d'Elrond, écrite consécutivement au chapitre précédent dans la seconde moitié de l'année 1939. Il reçoit le nom de Galdor et les couleurs qui resteront les siennes (vert et brun) dans la version suivante du récit, tout en restant un simple messager qui ne prononce pas un mot. Tolkien n'envisage pas encore d'en faire un membre de la Communauté de l'Anneau : dans la première version du voyage jusqu'à la Moria, les compagnons de Frodon sont Sam, Merry, Faramond (précurseur de Pippin), Trotter (précurseur d'Aragorn) et Boromir. Par la suite, Tolkien décide de leur adjoindre un elfe et un nain et insère des références à Legolas et Gimli dans le texte de ces chapitres.
Le travail sur Le Seigneur des anneaux cesse en décembre 1939, alors que la Communauté se trouve devant la tombe de Balin, et ne reprend qu'en août de l'année suivante. Tolkien reprend le texte du chapitre « Le Conseil d'Elrond » et y ajoute un passage détaillant le choix des membres de la Communauté : c'est à ce moment que Galdor y devient le représentant des Elfes. La version suivante du chapitre (la troisième) introduit son récit de l'évasion de Gollum, et il acquiert son nom définitif peu après. Tolkien envisage un certain temps qu'il soit blessé à l'épaule par une flèche dans la Moria.
Dans un plan pour la suite du récit, probablement rédigé après la révision des chapitres de la Moria, Tolkien imagine brièvement que Legolas et Gimli soient capturés par Saruman après la disparition de Frodon et Sam. Il change d'avis et les fait repartir vers le nord tandis qu'Aragorn et Boromir (qui n'est pas encore tué à Parth Galen) se rendent à Minas Tirith : Gimli souhaite rentrer chez lui, tandis que Legolas envisage de rester un temps en Lothlórien. C'est pendant ce trajet qu'ils croisent Gandalf revenu de la mort ; à ses côtés, ils repartent pour le sud et, avec l'aide de Sylvebarbe, brisent le siège de Minas Tirith. La version finale de l'histoire apparaît en même temps que la mort de Boromir et l'enlèvement de Merry et Pippin.
Le surnom « Vertefeuille » (Greenleaf) semble apparaître dans un brouillon du chapitre « Les Cavaliers du Rohan », lorsque Éomer demande leurs identités à Aragorn, Legolas et Gimli.
La première version du message de Galadriel à Legolas transmis par Gandalf ne mentionne pas la Mer, mais des « arbres étranges », qui sont ceux qui arrivent à la fin de la bataille de Fort-le-Cor.

## Adaptations

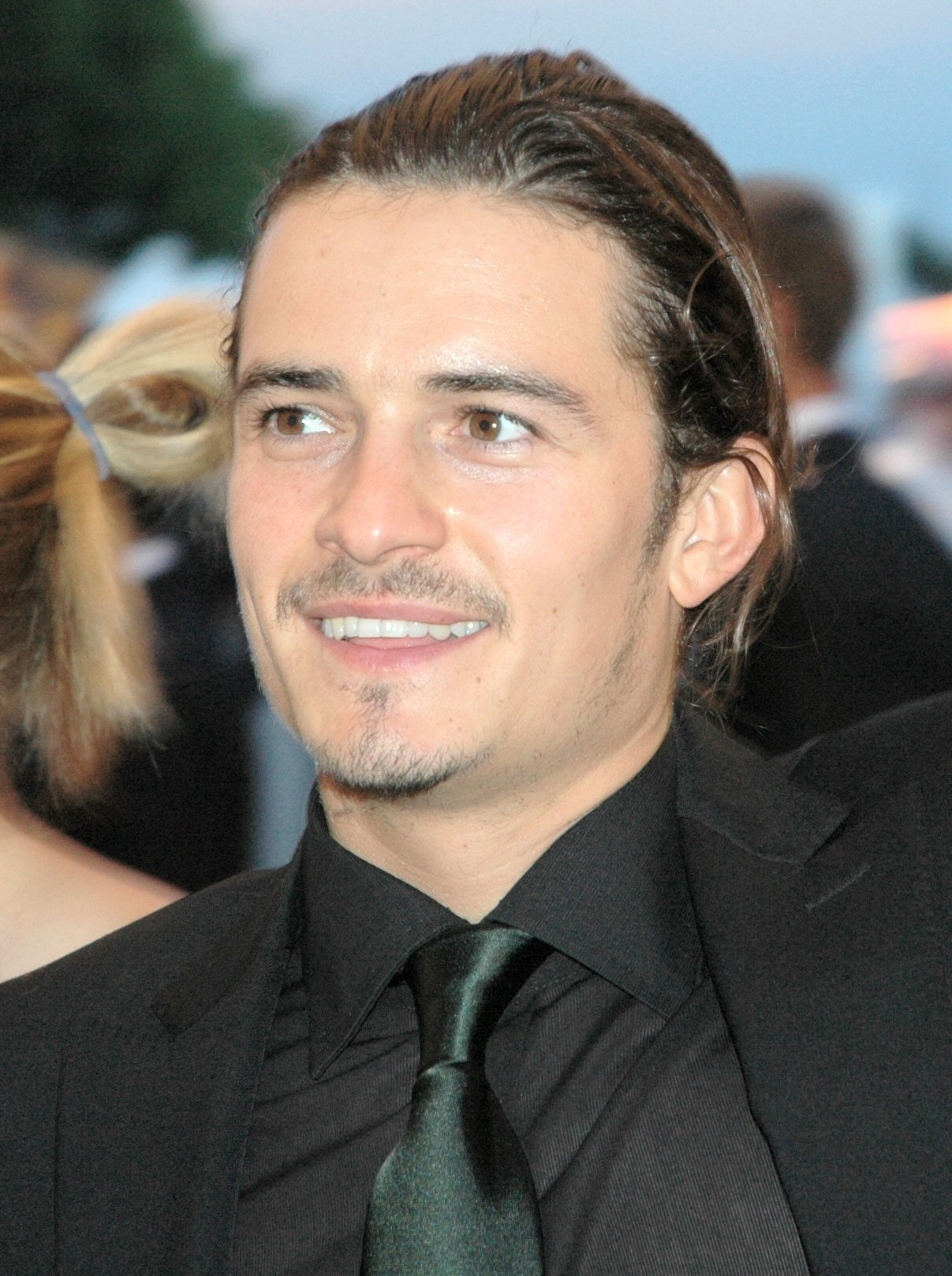
Orlando Bloom, l'interprète de Legolas dans la trilogie de Peter Jackson.

### Radio
Dans l'adaptation radiophonique de la BBC de 1955, Frank Duncan est la voix de Legolas, tandis que dans la version américaine de 1979 John Vickery tient le rôle. Dans l'adaptation de 1981, David Collings le double.

### Films
Dans l'adaptation en dessin animé du Seigneur des anneaux de Ralph Bakshi (1978), Legolas est doublé par Anthony Daniels dans la version originale et par Pierre Arditi dans la version française. Il remplace Glorfindel dans la scène où les Nazgûl poursuivent Frodon jusqu'à la Bruinen. Il n'apparaît pas dans The Return of the King, dessin animé de Rankin/Bass faisant partiellement suite au film de Bakshi.
Dans l'adaptation cinématographique du Seigneur des anneaux de Peter Jackson (2001-2003), Legolas est interprété par Orlando Bloom, qui y joue son premier rôle au cinéma. Il reprend le rôle dans les deux derniers films de l'adaptation en trois volets du Hobbit, alors que son personnage n'était pas présent dans le livre original. Sa présence est cependant justifiée : Legolas, selon Tolkien, est censé être déjà présent dans la Forêt Noire lors du passage de la Compagnie. Legolas et Gandalf semblent déjà se connaître : en effet, ils se reconnaissent lors de leur rencontre à Dale. Il participe notamment à la Bataille des Cinq Armées et tue Bolg à la place de Beorn dans le livre. Après la bataille, il déclare à son père, qu'il ne rentre pas chez lui. Son père lui conseille alors d'aller rencontrer Aragorn.

### Jeux vidéo
Dans le jeu vidéo Le Seigneur des anneaux : la Communauté de l'anneau, Michael Reisz double Legolas, tandis que dans Le Seigneur des anneaux : La Guerre de l'anneau, c'est Grant George et dans Le Seigneur des Anneaux : L'Âge des conquêtes, il s'agit de Crispin Freeman, qui le double aussi dans La Bataille pour la Terre du Milieu. Pour L'Avènement du roi-sorcier, il s'agit de Darryl Kurylo. Pour Le Seigneur des anneaux : Les Deux Tours, il s'agit d'Orlando Bloom.

### Autres
Dans la série télévisée finlandaise Hobitit (en), Legolas est joué par Ville Virtanen.
Dans les œuvres musicales du Tolkien Ensemble, Legolas est représenté par un ténor.